# Wolfgang Weiser
Wolfgang Weiser (* 29. September 1928 in Baden bei Wien; † 22. März 1996 in Feldafing) war ein österreichischer Schauspieler, der vor allem mit zahlreichen ernsten Charakterrollen in ambitionierten Fernsehspielen der 1960er und 1970er Jahren in Erinnerung geblieben ist.

## Leben und Wirken
Weiser begann seine Theaterlaufbahn 1952 an der Exl-Bühne in Innsbruck. Nach nur einer Spielzeit wechselte er im Jahr darauf an das Landestheater Linz. Es folgten 1956 Verpflichtungen an die Bühnen der Stadt Lübeck, im Jahr darauf an das Stadttheater Basel und schließlich 1960 an die Kammerspiele München.
Mit dem Eintreffen in der bayerischen Landeshauptstadt begann Weiser auch seine Arbeit vor der Kamera. Er wirkte seitdem in einer Fülle von Fernsehproduktionen mit, darunter auch eine beträchtliche Anzahl von Literatur- und Bühnenstückadaptionen (darunter Egmont, Professor Bernhardi, Michael Kramer, Der Tod des Sokrates, Traumnovelle, Vor Sonnenuntergang). Bedeutung erlangte er aber vor allem mit tragenden Nebenrollen in mehreren namhaften Dokumentarspielen mit zeithistorischem Hintergrund: Der Fall Jeanne d’Arc, Maximilian von Mexiko, Der Polizeiminister, General Oster – Verräter oder Patriot?, Gneisenau – Die politische Auflehnung eines Soldaten, Die Münchner Räterepublik, Theodor Kardinal Innitzer und Verschwörung in Ulm – Der Reichswehrprozeß 1930.
Darüber hinaus ist er mit dem Part des Harold McIntosh, einem der Postzugräuber in dem Kriminalfilm-Dreiteiler Die Gentlemen bitten zur Kasse, in Erinnerung geblieben. Auch in anderen Krimis wie Ein Sarg für Mr. Holloway und dem Jerry-Cotton-Produkt Der Mörderclub von Brooklyn, einem der wenigen Ausflüge Weisers zum Kinofilm, hat er mitgewirkt. In seinen letzten zehn Lebensjahren sah man ihn nur noch gastweise in TV-Serien. Beigesetzt wurde er auf dem Neuen Südfriedhof in München.

## Filmografie (Auswahl)
Fernsehen, wenn nicht anders angegeben
- 1960: Schatten der Helden
- 1962: Egmont
- 1963: Die volle Wahrheit
- 1963: Die zwölf Geschworenen
- 1964: Das Kriminalmuseum – Der stumme Kronzeuge
- 1964: Zeitvertreib
- 1964: Hafenpolizei – Gefährliche Geschenke
- 1964: Ein Mann ist soeben erschossen worden
- 1964: Professor Bernhardi
- 1964: Nachtzug D 106
- 1965: Michael Kramer
- 1965: Familientreffen
- 1965: Die fünfte Kolonne – Ein Mann namens Pavlow
- 1966: Die Gentlemen bitten zur Kasse
- 1966: Der Fall Jeanne d’Arc
- 1966: Ein Schloß
- 1966: Der Nachtkurier meldet – Der Mann ohne Namen
- 1966: Drei Tage bis Mitternacht
- 1966: Der Mörderclub von Brooklyn (Kino)
- 1967: Ein Mann Gottes
- 1967: Pauken und Trompeten
- 1967: Der Tod des Sokrates
- 1967: Dieser Platonow...
- 1967: Sherlock Holmes (Fernsehserie, 1967): Die Liga der Rothaarigen
- 1968: Ein Bürger von Calais
- 1968: Ein Sarg für Mr. Holloway
- 1969: Traumnovelle
- 1969: Ende der Durchsage
- 1969: Das Vermächtnis
- 1970: Maximilian von Mexiko
- 1970: Tatort: Saarbrücken, an einem Montag …
- 1970: Oberinspektor Marek – Perfekter Mord
- 1970: Der Polizeiminister
- 1970: General Oster – Verräter oder Patriot?
- 1970: Der Portland-Ring
- 1970: Gneisenau – Die politische Auflehnung eines Soldaten
- 1971: Die Münchner Räterepublik
- 1971: Theodor Kardinal Innitzer
- 1971: Verschwörung in Ulm – Der Reichswehrprozeß 1930
- 1971: Das Herz aller Dinge
- 1972: Hochzeit
- 1972: Der Illegale (Fernsehdreiteiler)
- 1972: Pater Brown – Der Mann in der Passage
- 1972: Oscar Wilde
- 1973: Tod auf der Themse
- 1973: Du stirbst nicht allein – Ein deutscher Kriegspfarrer in Paris
- 1974: Cautio Criminalis oder Der Hexenanwalt
- 1974: Die großen Detektive (eine Folge)
- 1974: Der Kommissar (Fernsehserie, Folge: Mit den Augen eines Mörders)
- 1974: Graf Yoster gibt sich die Ehre – Vier Herren spielen Poker
- 1976: Sladek oder Die schwarze Armee
- 1976: Das Schlangenei (Kino)
- 1977: Das Rentenspiel
- 1977: Das Lamm der Armen
- 1978: Heinrich Heine
- 1978: Tatort: Mord im Krankenhaus
- 1981: Preußische Nacht
- 1982: Die Krimistunde (Fernsehserie, Folge 3, Episode: „Geheimnis aus der Truhe“)
- 1988: Der Fahnder (eine Folge)
- 1988: Tatort: Winterschach
- 1990: Diese Drombuschs
- 1991: Anwalt Abel (eine Folge)
- 1992: Schloß Hohenstein – Irrwege zum Glück
- 1994: Der Bergdoktor (eine Folge)

## Hörspiele (Auswahl)
- 1958: Der Retter (Leutnant Crespo) – Regie: Werner Hausmann
- 1960: Der Hagestolz – Regie: Hans Conrad Fischer
- 1963: Aller Menschen Stimme  (Luc) – Regie: Otto Kurth
- 1964: Der Mann, der Sherlock Holmes war (Edalji) – Regie: Otto Kurth
- 1964: Sir Arthur Conan Doyle (Malone) – Regie: Otto Kurth
- 1967: Yasushi Inoue: Das Jagdgewehr – Bearbeitung und Regie: Klaus Gmeiner
- 1970: Er (Der Mann) – Regie: Rudolf Kautek
- 1970: Mord im Pfarrhaus von Agatha Christie (Ronald Hawes) – Regie: Otto Kurth
- 1976: Kurt Klinger: Der goldene Käfig – Regie: Ferry Bauer
- 1984: Der Graue (Martin Chapman) – Regie: Otto Düben
- 1991: Hinter den Masken (Rutger de Fries) – Regie: Andreas Weber-Schäfer